# Герб Нефтекумска
Герб города Нефтекумска — один из официальных символов упразднённого городского поселения город Нефтекумск Ставропольского края России.
Утверждён решением Совета депутатов города Нефтекумска от 26 декабря 2001 года № 102. Автор герба — директор Нефтекумской детской художественной школы Т. И. Бутова.
Герб не соответствовал правилам геральдики и не был внесён в Государственный геральдический регистр Российской Федерации.

## Описание
Герб города Нефтекумска представляет собой геральдический щит с обрамлением. Главной фигурой герба является стела «Европа — Азия», означающая особенности географического расположения города и отражающая многонациональный состав населения, проживающего в городе. Щит делится на четыре поля золотого и синего цвета, в которых отражены главные природно-экономические и историко-культурные особенности Нефтекумска. Название города «Нефтекумск» размещается в верхней части щита. Год образования располагается вертикально на изображении стелы «Европа — Азия».— Решение совета депутатов города Нефтекумска от 26 декабря 2001 года № 102
Согласно положению о гербе города Нефтекумска для герба устанавливались следующие пропорции: отношение ширины щита к его высоте — 7:10; отношение ширины щита к ширине его обрамления — 7:10,5; отношение высоты щита к наибольшей высоте обрамления — 10:13. Допускалось воспроизведение герба «в виде главной его части — геральдического щита с изображенной символикой без обрамления».

## История
Первый герб Нефтекумска был разработан в 1998 году городской администрацией в связи с предстоявшим празднованием 40-летия образования города, основанного в 1958 году как рабочий посёлок нефтяников, и имел следующее содержание:

В серебряном щите остроконечный крест в форме знака, используемого в обозначении системы координат. В сердце креста, в круге надпись «45 параллель». В правом верхнем поле нефтяная вышка, в левом верхнем — чабан в бурке, в правом нижнем — виноградная кисть, в левом нижнем поле нефтяная скважина с качающей установкой.— Н. А. Охонько «Символы малой родины»
 Гербовый щит также обрамлял венок из виноградных листьев и дубовых ветвей, перевитых трёхцветной лентой с цветами Флага России. Официально этот герб не был утверждён.

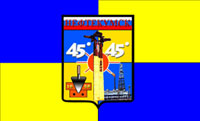
Изображение герба на флаге города Нефтекумска. 2001 год

В 2000 году по решению депутатов городского совета был объявлен конкурс на лучший проект герба Нефтекумска. В конкурсе приняли участие как профессиональные художники, так и учащиеся общеобразовательных заведений города. Всего на рассмотрение конкурсной комиссии поступило около 20 эскизов. По итогам конкурса лучшим был признан проект директора Нефтекумской детской художественной школы Татьяны Иосифовны Бутовой. Разработанный ею герб представлял собой щит, разделённый крестообразно на четыре равные части. В правом верхнем лазоревом поле щита и левом верхнем золотом поле были помещены цифры 45, обозначающие географические координаты Нефтекумска, который находится на пересечении 45-й параллели северной широты и 45-го меридиана восточной долготы. В правом нижнем золотом поле изображались строительный мастерок и цифры 1958 (дата основания города), а в левом нижнем лазоревом поле — нефтехимические конструкции, призванные символизировать основную специфику «города нефтяников». В сердце гербового щита был помещён червлёный круг, обременённый изображением стелы «Европа — Азия», установленной на въезде в Нефтекумск. Золото и лазурь символизировали расположение города на границе между Европой и Азией.
26 декабря 2001 года горсовет утвердил данный герб, а также составленный на его основе флаг в качестве официальных символов муниципального образования. Герб города Нефтекумска являлся «неправильным» (то есть не соответствовал правилам геральдики) и не был зарегистрирован в Геральдическом совете при Президенте Российской Федерации. Позднее члены геральдической комиссии при губернаторе Ставропольского края разработали проект герба следующего содержания:

В золотом поле щита, усеянном чёрными каплями, — лазоревая «река» в виде волнообразного пояса.— Н. А. Охонько «Символы малой родины»
 За основу концепции герба его авторы взяли «название города, который был построен в нижнем течении Кумы в связи с открытием здесь нефти, часто называемой „чёрным золотом“». Этот проект остался неутверждённым, однако заложенные в нём идеи впоследствии использовались при создании герба Нефтекумского района.
1 мая 2017 года в соответствии с Законом Ставропольского края от 29 апреля 2016 года № 47-кз городское поселение Нефтекумск было упразднено и объединено с другими муниципальными образованиями Нефтекумского района в Нефтекумский городской округ.